# Maison des hôtes
La maison des hôtes est un édifice situé sur la commune de Faverney dans le département de la Haute-Saône, en France.

## Historique
Les façades sur rue et la toiture en rapport sont inscrites au titre des monuments historiques en 1969.